# Charles M. Schulz
Charles Monroe Schulz (Minneapolis, 26 november 1922 – Santa Rosa, 12 februari 2000) was een Amerikaanse striptekenaar, die wereldwijd bekend is geworden met zijn stripserie Peanuts. Hij tekende deze strip van 1950 tot aan zijn dood in 2000.

## Biografie

### Jonge jaren
Charles Monroe Schulz groeide op in Saint Paul. Hij was het enige kind van Carl Schulz, een Duitser, en Dena Halverson, een Noorse. Zijn oom gaf hem de bijnaam Sparky, naar het paard Spark Plug in de stripserie Barney Google.
Schulz hield van tekenen en tekende soms zijn hond, Spike. Spike had de gewoonte om soms rare dingen te eten zoals punaises. Schulz maakte hier een keer een tekening van, en stuurde die naar Ripley's Believe It or Not!. De tekening werd gepubliceerd.
Schulz ging naar de St. Paul's Richard Gordon Basisschool, waar hij tweemaal een half jaar mocht overslaan. Daarna ging hij naar Central High School.

### Dienstplicht
Zijn moeder stierf in februari 1943 en in dezelfde week werd Schulz opgeroepen voor dienstplicht in de United States Army. Hij kwam terecht in Fort Campbell in Kentucky. Hij moest twee jaar later naar Europa om te vechten in de Tweede Wereldoorlog. Hij verkreeg in deze periode de rang van sergeant. Tevens ontving hij de Combat Infantryman Badge.

### Start carrière
Nadat hij in 1945 het leger verliet, keerde hij terug naar Minneapolis alwaar hij tekenleraar werd bij Art Instruction, Inc.. Hij begon te werken voor een katholiek tijdschrift genaamd Timeless Topix.
Schulz slaagde er voor het eerst in geld te verdienen met zijn strips toen hij mocht gaan werken voor The Saturday Evening Post. Schulz kreeg 40 dollar voor zijn eerste tekening, en werd gevraagd meer op te sturen. Hij maakte in totaal 13 strips voor SEP alvorens de samenwerking met hen te beëindigen.
Schulz’ eerste reguliere stripreeks was Li'l Folks, die tussen 1947 en 1950 werd gepubliceerd door de St. Paul Pioneer Press. Schulz gebruikte in deze stripreeks reeds een personage genaamd Charlie Brown, maar gaf de naam aan drie verschillende jongens. In de serie kwam ook een hond voor die sterk leek op Snoopy. In 1948 verkocht Schulz de strip aan de Saturday Evening Post. In 1948 probeerde Schulz Li'l Folks te verkopen aan de Newspaper Enterprise Association, maar deze deal mislukte. Schulz stopte in 1950 met de serie.

### Peanuts
Later dat jaar werd Schulz benaderd door de United Feature Syndicate met enkele van zijn beste strips uit Li'l Folks. Hij gebruikte deze als basis voor een nieuwe strip, Peanuts. Peanuts maakte zijn debuut op 2 oktober 1950.
Zijn boeken werden uitgegeven in de Zwarte Beertjes-reeks van A.W. Bruna Uitgevers in Utrecht.
Peanuts werd Schulz’ grootste succes. De strip groeide uit tot een van de populairste stripseries ter wereld. Tussen 1958 en 1959 tekende Schulz ook een sportstrip genaamd It's Only a Game, maar liet deze vallen om zich volledig op Peanuts te gaan concentreren.
Charlie Brown, het hoofdpersonage uit de strip, was genoemd naar een medewerker van de Art Instruction Schools. Schulz haalde voor de inhoud van de strip veel ervaring uit zijn eigen leven.

### Latere jaren
Schulz trouwde in 1951 met Joyce Halverson (geen directe familie van zijn moeder) die reeds een dochter had. Meredith. Samen kregen ze vier kinderen: Charles Monroe "Monte" Jr. en Craig, Jill, Amy. De familie verhuisde korte tijd naar Colorado Springs. Hier beschilderde Schulz een muur met de tekeningen van Charlie Brown en Snoopy. De muur werd in 2001 weggehaald en aan het Charles M. Schulz museum in Santa Rosa (Californië) geschonken.
Schulz' familie keerde terug naar Minneapolis, en bleef daar tot aan 1958. Daarna verhuisden ze naar Sebastopol (Californië), waar Schulz zijn eerste studio bouwde.
Schulz’ vader stierf in 1966, hetzelfde jaar dat Schulz’ studio afbrandde. Schulz verhuisde naar Santa Rosa (Californië), waar hij gedurende 30 jaar woonde en werkte.
Schulz had een grote belangstelling voor ijssporten, zoals kunstschaatsen en ijshockey. Deze onderwerpen kwamen dan ook geregeld terug in zijn strips. In Santa Rosa was hij eigenaar van de Redwood Empire Ice Arena, die in 1969 open ging. In 1975 richtte hij Snoopy's Senior World Hockey Tournament op. In 1981 kreeg Schulz de Lester Patrick Trophy voor zijn grote bijdragen aan de hockeysport.
In 1973 trouwde Schulz met Jean Forsyth Clyde.

### Mislukte ontvoering
Op zondag 8 mei 1988 deden onbekende mannen een poging om Jean Schulz te ontvoeren door via een open deur het huis binnen te dringen. De ontvoering mislukte omdat hun dochter Jill op dat moment thuis kwam. De ontvoerders vluchtten. Jill belde direct de politie en die arresteerde de ontvoerders snel. Volgens sheriff Dick Michaelsen was dit een volslagen spontane poging om de vrouw van Schulz te ontvoeren. Zowel Jean als haar dochter Jill raakten niet gewond.

### Dood
In november 1999 kreeg Schulz een beroerte en moest worden opgenomen in het ziekenhuis. In het ziekenhuis bleek dat hij tevens darmkanker had, die reeds was uitgezaaid. Hij onderging een zware chemokuur. Als gevolg van zijn ziekte was hij gedwongen zijn pensioen aan te kondigen op 14 december 1999.
De kuur mocht echter niet baten. Op 12 februari 2000 stierf Schulz aan de gevolgen van darmkanker. Hij werd begraven op het Pleasant Hills kerkhof in Sebastopol.
De laatste Peanuts-strip werd de dag na Schulz’ dood uitgebracht. Het was Schulz’ wens dat de strip zou worden stopgezet als hij zelf niet langer in staat was hem te tekenen. United Features bezit momenteel het auteursrecht op de strip. Herdrukken van de strip zijn nog steeds in omloop, maar nieuwe strips worden niet meer gemaakt.

## Prijzen en eerbetoon

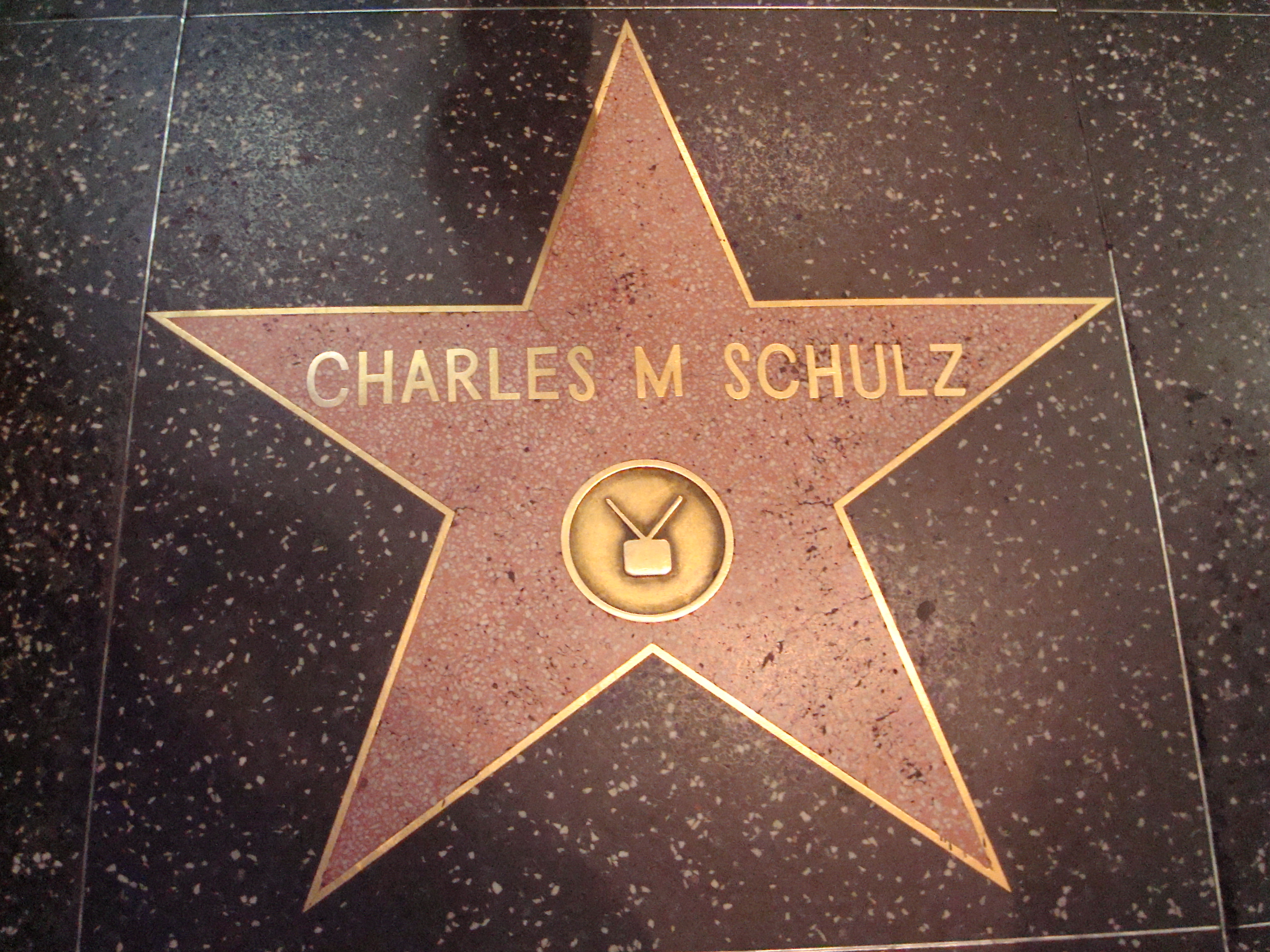
Charles Schulz' ster op de Hollywood Walk of Fame

Schulz ontving in zijn leven vele prijzen voor zijn werk. Zo ontving hij in 1962 de National Cartoonist Society Humor Comic Strip Award voor Peanuts, de Society's Elzie Segar Award in 1980, hun Reuben Award in 1955 en 1964, en hun Milton Caniff Lifetime Achievement Award in 1999. Schulz werd in 1993 opgenomen in de United States Hockey Hall of Fame. Tevens kreeg hij zijn eigen ster op de Hollywood Walk of Fame.
Op 20 juni 2000 ontving Schulz postuum de Congressional Gold Medal. Zijn weduwe Jean nam de medaille namens hem in ontvangst.
In 2000 werd het lokale vliegveld van Sonoma County genoemd naar Schulz. In het logo van het vliegveld staat Snoopy afgebeeld.
In 2001 hernoemde Saint Paul het Highland Park Ice Arena naar "Charles Schulz Arena".
Op 17 augustus 2002 werd in Santa Rosa het Charles M. Schulz Museum and Research Center geopend, twee straten verwijderd van Schulz’ voormalige studio. Een bronzen standbeeld van Schulz en Snoopy staat in het Depot Park in Santa Rosa.
In 2007 werd Schulz opgenomen in de United States Figure Skating Hall of Fame.